# نوبة كولينية
نَوبَةٌ كُولينِيَّة هي تحفيز مفرط في الموصل العصبي العضلي بسبب وجود زيادة في أستيل كولين (ACh)، نتيجةً لخمول (وربما حتى تثبيط) إنزيم أستيل كولين إستراز، الذي عادةً ما يقوم بتكسير الأستيل كولين بعد الانتهاء من عمله.

## كيفية الحدوث
النوبة الكولينية، والتي تعرف أحياناً بـ"متلازمة الوحل"، يمكن أن تحدث نتيجة ل:
- التلوث - أو التعرض المفرط لبعض المواد الكيميائية بما في ذلك:
  - غاز الأعصاب ( مثل غاز السارين، في إكس، عوامل نوفيتشوك ).
  - المبيدات الحشرية الفوسفورية العضوية ( مثل الباراثيون )
  - التسمم بالنيكوتين يمكن أن يظهر أيضًا بأعراض مماثلة، لأنه يشتمل أيضًا على التحفيز المفرط للجهاز النظير ودي.[1]
- ابتلاع بعض الفطريات السامة (خاصة الأعضاء المحتوية على مادة المسكارين من أجناس أمانيت الطائر، إنسيب وحدرجية).
- في الطب، يظهر هذا في المرضى الذين يعانون من الوهن العضلي الوبيل والذين يتناولون جرعة عالية جدًا من بعض الأدوية مثل مثبطات الكولينستراز، أو بعد التخدير العام، عندما يتم إعطاء جرعة عالية جدًا من دواء مثبط الكولينستراز لعكس شلل العضلات الجراحي.

## الأعراض والتشخيص
تتوقف العضلات عن الاستجابة للأستيل كولين نتيجة النوبة الكولينية، مما يؤدي إلى الشلل الرخو، والفشل التنفسي، وغيرها من العلامات والأعراض التي تشبه التسمم بالفوسفات العضوي. وتشمل الأعراض الأخرى زيادة التعرق واللعاب وإفرازات الشعب الهوائية مع تقبض للحدقة (تضيق الحدقة).
قد تُحجَب هذه الأزمة عن طريق استخدام الأتروبين مع مثبط الكولينستراز من أجل منع الآثار الجانبية. يمكن تمييز الشلل الرخو الناتج عن الأزمة الكولينية عن الوهن العضلي الوبيل عن طريق استخدام عقار إيدروفونيوم، حيث يؤدي إلى تفاقم الشلل الناجم عن الأزمة الكولينية، ولكنه يقوي العضلات في حالة الوهن العضلي الوبيل. (إيدروفونيوم هو مثبط للكولينستراز وبالتالي يزيد من تركيز أستيل الكولين الحالي).
بعض أعراض زيادة التحفيز الكوليني والتي تشمل:
- اللعاب: تحفيز الغدد اللعابية
- تدمع: تحفيز الغدد الدمعية
- التبول: استرخاء عضلة العضلة العاصرة الداخلية لمجرى البول، وتقلص العضلات الدافعة للبول
- تغوط
- الضائقة المعوية: يتغير لون العضلات الملساء مما يسبب مشاكل في الجهاز الهضمي، بما في ذلك التشنج.
- التقيؤ: القيء[2]
- الانقباض[3] انقباض الحدقة في العين عن طريق تحفيز عضلات تضيق الحدقة
- تشنج العضلات: تحفيز العضلات الهيكلية (بسبب تحفيز مستقبلات الأسيتيل كولين النيكوتين)

## العلاج
يمكن علاج الأزمة الكولينية بالعقاقير المضادة للمسكارين مثل الأتروبين أو الديفينهيدرامين، لكن العرض الجانبي الأكثر أهمية لكليهما هو توقف التنفس، حيث لا يمكن معالجته حال حدوثه. الوصل العصبي العضلي، حيث يتواصل الدماغ مع العضلات (مثل الحجاب الحاجز، عضلة التنفس الرئيسية)، عن طريق أستيل كولين ينشط مستقبلات الأسيتيل كولين النيكوتين ويؤدي إلى تقلص العضلات. يمنع الأتروبين مستقبلات أسيتيل كولين المسكارينية (وهو نوع فرعي مختلف عن مستقبلات النيكوتين عند التقاطع العصبي العضلي)، وبالتالي فإن الأتروبين لن يحسن قوة العضلات وقدرتها على التنفس لدى شخص يعاني من أزمة كولينية. سيحتاج مثل هذا المريض إلى دعم التنفس عبر التهوية الميكانيكية بالتنبيب الرغامي حتى تحل الأزمة بمفردها، وحال حدوث العرض التنفسي ليس هنالك حل دوائي بالعقاقير.